# Wilbert London
Wilbert London III (né le 17 août 1997 à Waco) est un athlète américain, spécialiste des épreuves de sprint.

## Biographie
Lors des championnats du monde juniors 2016, il remporte la médaille d'argent du 400 m et la médaille d'or du 4 × 400 m.
Le 24 juin 2017, il se classe troisième du 400 m des championnats des États-Unis en portant son record personnel à 44 s 47, se qualifiant pour les championnats du monde de Londres.

## Palmarès
| Date | Compétition                   | Lieu      | Résultat | Épreuve       | Temps         |
| ---- | ----------------------------- | --------- | -------- | ------------- | ------------- |
| 2016 | Championnats du monde juniors | Bydgoszcz | 2e       | 400 m         | 45 s 27       |
| 2016 | Championnats du monde juniors | Bydgoszcz | 1er      | 4 × 400 m     | 3 min 2 s 39  |
| 2017 | Championnats du monde         | Londres   | 2e       | 4 x 400 m     | 2 min 58 s 61 |
| 2019 | Jeux panaméricains            | Lima      | 4e       | 400 m         | 45 s 22       |
| 2019 | Jeux panaméricains            | Lima      | 2e       | 4 x 400 m     | 3 min 1 s 72  |
| 2019 | Championnats du monde         | Doha      | 1er      | 4 x 400 mixte | 3 min 09 s 34 |

## Records
| Épreuve | Performance | Lieu       | Date         |
| ------- | ----------- | ---------- | ------------ |
| 400 m   | 44 s 47     | Sacramento | 24 juin 2017 |